# Mikal Kirkholt
Mikal Kirkholt (né le 9 décembre 1920 et mort le 28 juin 2012 à Rindal) est un ancien fondeur norvégien.

## Médailles
- Jeux olympiques d'hiver de 1952 à Oslo 
  -  Médaille d'argent en relais 4 × 10 km.